# Bundling
In economia, il bundling si riferisce al processo di vendita di due o più beni distinti insieme. Esistono due tipi principali di bundling: il bundling puro e il bundling misto. 
Il bundling puro riguarda due beni che sono disponibili solo insieme, in proporzioni fisse o variabili. Ciò significa che i beni sono venduti solo come un pacchetto combinato e non possono essere acquistati separatamente. Ad esempio, potrebbe essere offerta la vendita di un software solo insieme all'hardware necessario per utilizzarlo.
Il bundling misto, invece, riguarda due beni che sono disponibili sia insieme che in modo separato. Tuttavia, quando vengono venduti insieme come bundle, il prezzo del bundle è inferiore alla somma dei prezzi dei beni acquistati separatamente. Questo tipo di bundling mira a fornire un incentivo per l'acquisto del bundle e può essere utilizzato per stimolare le vendite o aumentare il valore percepito del prodotto.
La vendita di pacchetti di prodotti collegati tra loro attraverso il bundling può influenzare il prezzo e consentire di ottenere un surplus aggiuntivo dal cliente-consumatore. Questo meccanismo può essere utilizzato dalle imprese per aumentare le vendite complessive, migliorare la redditività e soddisfare le esigenze dei clienti offrendo loro un'opzione conveniente e completa.